# ألف ويلسون (لاعب كرة قدم أسترالية)
ألف ويلسون (بالإنجليزية: Alf Wilson)‏ هو لاعب كرة قدم أسترالية أسترالي، ولد في 20 مايو 1902، وتوفي في 2 يونيو 1984.

## وصلات خارجية
- ألف ويلسون على موقع AustralianFootball.com (الإنجليزية)
- ألف ويلسون على موقع AFLtables.com (الإنجليزية)